# Messed Up Kids (single)
Messed Up Kids is een nummer van de Britse singer-songwriter Jake Bugg uit 2014. Het is de enige single van zijn gelijknamige EP, en de vijfde single van zijn tweede studioalbum Shangri La.
Bugg schreef dit nummer in Nashville met The Raconteurs-zanger en -gitarist Brendan Benson. Hij zingt over zijn terugkeer naar huis in Clifton, Nottingham. Bugg voelt naar eigen zeggen vaak "schuldig" als hij teruggaat naar Clifton, omdat veel mensen daar in armoede leven, terwijl hij zelf rijk is geworden door al zijn succes. Het nummer bereikte de 71e positie in het Verenigd Koninkijk. In Nederland haalde de plaat geen hitlijsten, terwijl in Vlaanderen de 17e positie in de Tipparade werd gehaald.

## Tracklijst
- 10" vinyl"

1. "Messed Up Kids" - 3:00
2. "A Change in the Air" - 3:22
3. "Strange Creatures" - 3:34
4. "The Odds" - 3:01

- Muziekdownload

1. "Messed Up Kids" - 3:00